# Chris Joannou
Christopher John Joannou (nacido el 10 de noviembre de 1979 en Newcastle, Australia) es el bajista de la banda australiana de grunge Silverchair. Además de su trabajo en esta banda, actuó como productor asistente de los álbumes Feeling Sideways y Notes from a Ceilingcon The Mess Hall.
A lo largo de su carrera ha empleado básicamente bajos y guitarras de marca Fender y G&L, y amplificadores Ampeg B-15 Portaflex. Debido al suicidio de su primo a los 21 años, promovió la creación de escuelas para personas con problemas mentales.